# 黒田清 (伯爵)

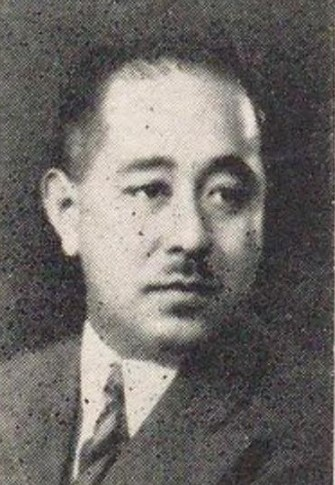
黒田清

黒田 清（くろだ きよし、1893年〈明治26年〉8月18日 - 1951年〈昭和26年〉1月22日）は、日本の華族。貴族院議員・財団法人国際文化振興会専務理事。爵位は伯爵。

## 人物
東京府出身。清は黒木為楨陸軍大将伯爵の三男で、黒田清仲伯爵（内閣総理大臣黒田清隆陸軍中将伯爵の子）に子が無かった為、養子となり爵位を継いだ。
1919年（大正8年）、東京帝国大学法科大学を卒業し、さらに同文科大学を修了。1924年（大正13年）、フランスに音楽研究のため留学した。1934年（昭和9年）、国際文化振興会常務理事となり、さらに専務理事となる。
1944年（昭和19年）11月、貴族院伯爵議員に就任し、研究会に属し華族制度廃止までその職に在った。

## 家族
清にも子は無く、黒田常清（酒匂常明と清隆の姪・はる子の子）の長男清揚が継ぐ。清揚の母の千代子は、榎本武揚海軍中将子爵の長男・榎本武憲子爵と、黒田清隆の娘・梅子夫婦の長女で、清揚は榎本武揚と黒田清隆の曾孫にあたる。
黒田清揚（1930年生）は学習院初等科、旧制高校、静岡大学を経て1952年読売新聞社編集局入社、1957年報知新聞社出向、道路公団広報誌『ハイウェイ』編集長を経て1970年より1978年まで在イタリア、帰国後独立して広報広告関連の製作に携わり、1985年に「黒田開拓アカデミー政経塾」開設。一般財団法人高齢者技能活用機構理事長、ＩＲ推進協議会会長などを務める。
子には長女・英利子(1953/5/9)、次女・眞利子(1955/12/3生)、長男・黒田清德（1980年2/7生）がいる。